# Nyland (Wielka Brytania)
Nyland – przysiółek w Anglii, w Somerset. W latach 1870–1872 osada liczyła 40 mieszkańców.